# Lohsa

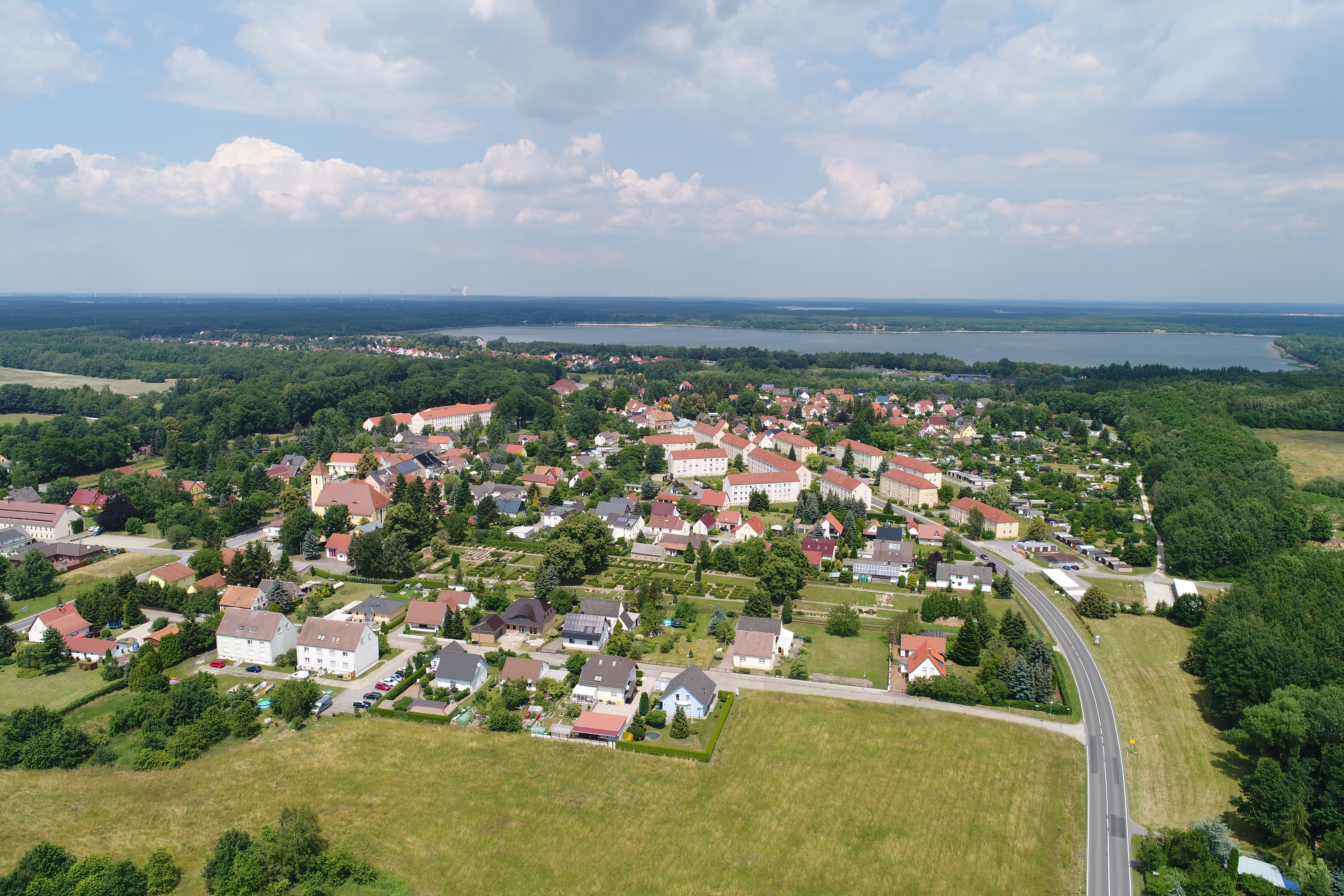
Luftaufnahme

Lohsa, obersorbisch Łazⓘ, ist die flächengrößte Gemeinde im sächsischen Landkreis Bautzen in der Oberlausitz. Die Einheitsgemeinde Lohsa liegt an der Kleinen Spree, östlich der Städte Wittichenau und Hoyerswerda, und zählt zum amtlichen Siedlungsgebiet der Sorben.
Mehrere Seen des entstehenden Lausitzer Seenlands liegen teilweise oder ganz im Gemeindegebiet. Das Speicherbecken Lohsa I – das sind der Mortkasee und der mit ihm in Verbindung stehende Silbersee – sind die Restlöcher ehemaliger Braunkohletagebaue, deren Flutung im Februar 1971 begann. Nördlich von Lohsa entstand 2001 der Dreiweiberner See nach der Flutung des 1989 stillgelegten Braunkohlentagebaues Lohsa. Östlich von Weißkollm befindet sich mit dem Speicherbecken Lohsa II ein weiterer Tagebausee. Südlich des früheren Ortsteils Bärwalde schließt sich in geringer Entfernung zur Gemeindegrenze der Bärwalder See an.

## Ortsgliederung
Zur Einheitsgemeinde Lohsa gehören folgende 15 Ortsteile:
- Dreiweibern (Tři Žony); 37 Einwohner
- Driewitz (Drěwcy); 113 Einwohner
- Friedersdorf (Bjedrichecy; mit Womjatke, auch als Neu Friedersdorf bezeichnet); 186 Einwohner
- Groß Särchen (Wulke Ždźary); 1.120 Einwohner
- Hermsdorf/Spree (Hermanecy); 184 Einwohner
- Koblenz (Koblicy); 381 Einwohner
- Lippen (Lipiny); 59 Einwohner
- Litschen (Złyčin); 275 Einwohner
- Lohsa (Łaz); 1.596 Einwohner
- Mortka (Mortkow; in der Zeit vom 30. November 1936 bis 1947 in Grube Ostfeld umbenannt); 152 Einwohner
- Riegel (Roholń); 105 Einwohner
- Steinitz (Šćeńca; mit Kolbitz und Neu Steinitz); 304 Einwohner
- Tiegling (Tyhelk); 57 Einwohner
- Weißig (Wysoka); 71 Einwohner
- Weißkollm (Běły Chołmc); 716 Einwohner

Die Einwohnerzahlen der einzelnen Orte stammen vom Meldeamt Lohsa (Stand: 31. Dezember 2016) und weisen auf Grund unterschiedlicher Berechnungsvorschriften in ihrer Summe eine Abweichung zu den Einwohnerzahlen der Gemeinden auf, die vom Statistischen Landesamt des Freistaates Sachsen herausgegeben werden.
Aufgrund des Braunkohlenabbaus sind auf den heutigen Gemeindefluren folgende Dörfer teilweise oder ganz devastiert worden:
- Buchwalde (1926–1932),
- Dreiweibern (teilweise, 1985),
- Geißlitz (1960),
- Kolpen (1960),
- Lippen (teilweise, 1960–1961),
- Neida (von 1936 bis 1947 in Köhlergrund umbenannt, 1951–1952 abgerissen),
- Neu-Lohsa (1943–1947),
- Ratzen (1960),
- Scheibe (1984),
- Ziegen(p)fauze (1955).

## Geschichte

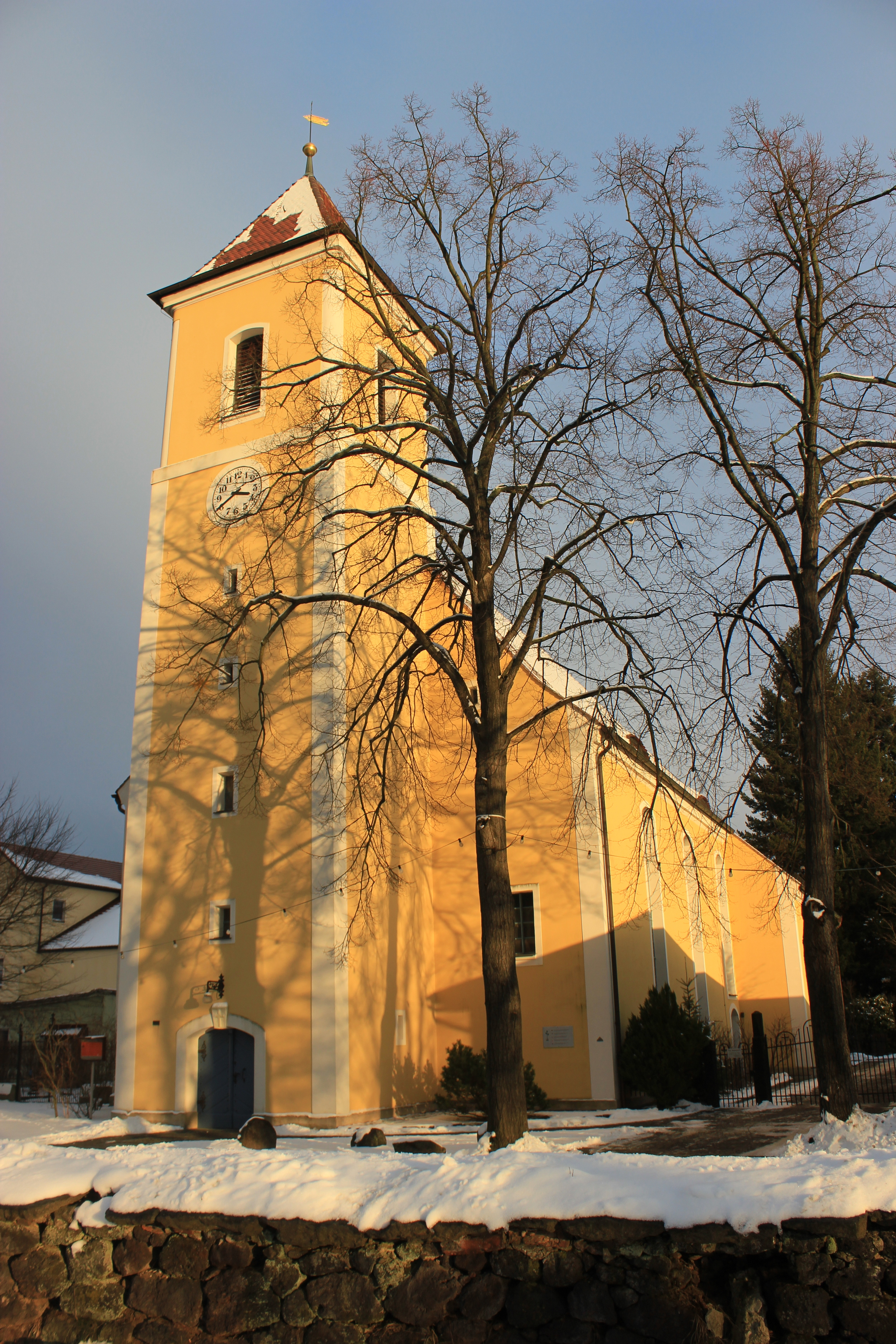
Kirche in Lohsa

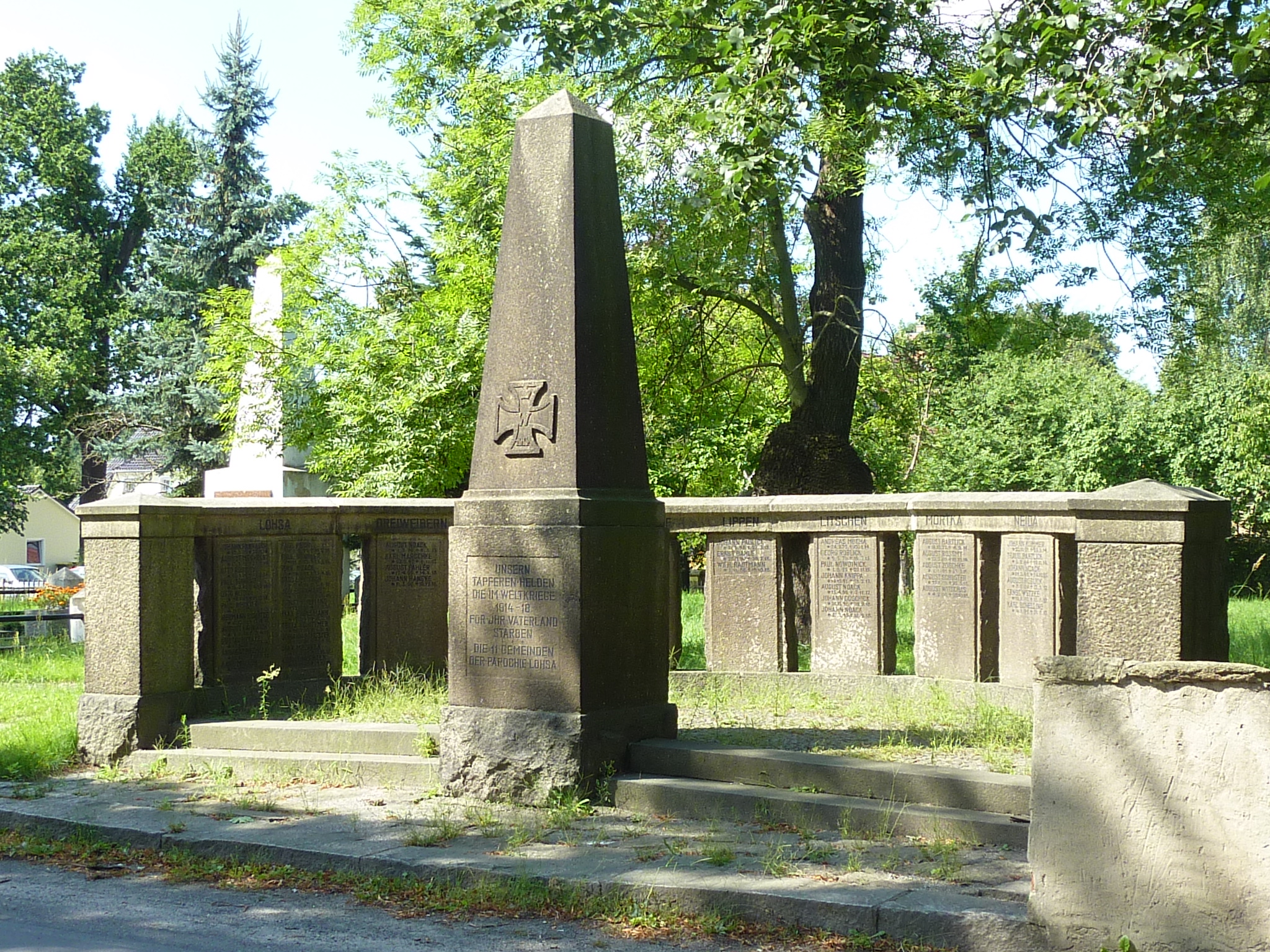
Kriegerdenkmal in Lohsa

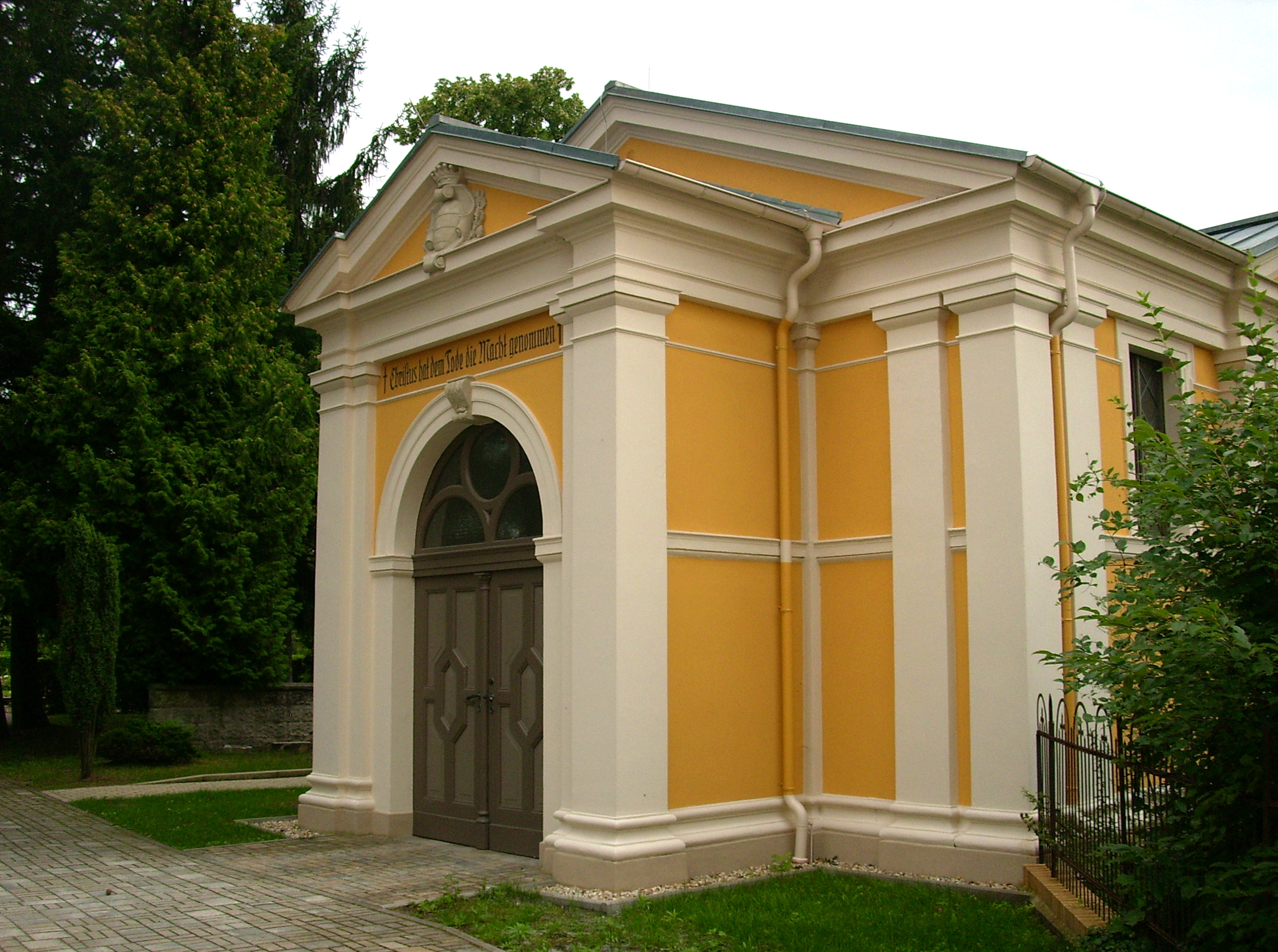
Feierhalle auf dem Lohsaer Friedhof

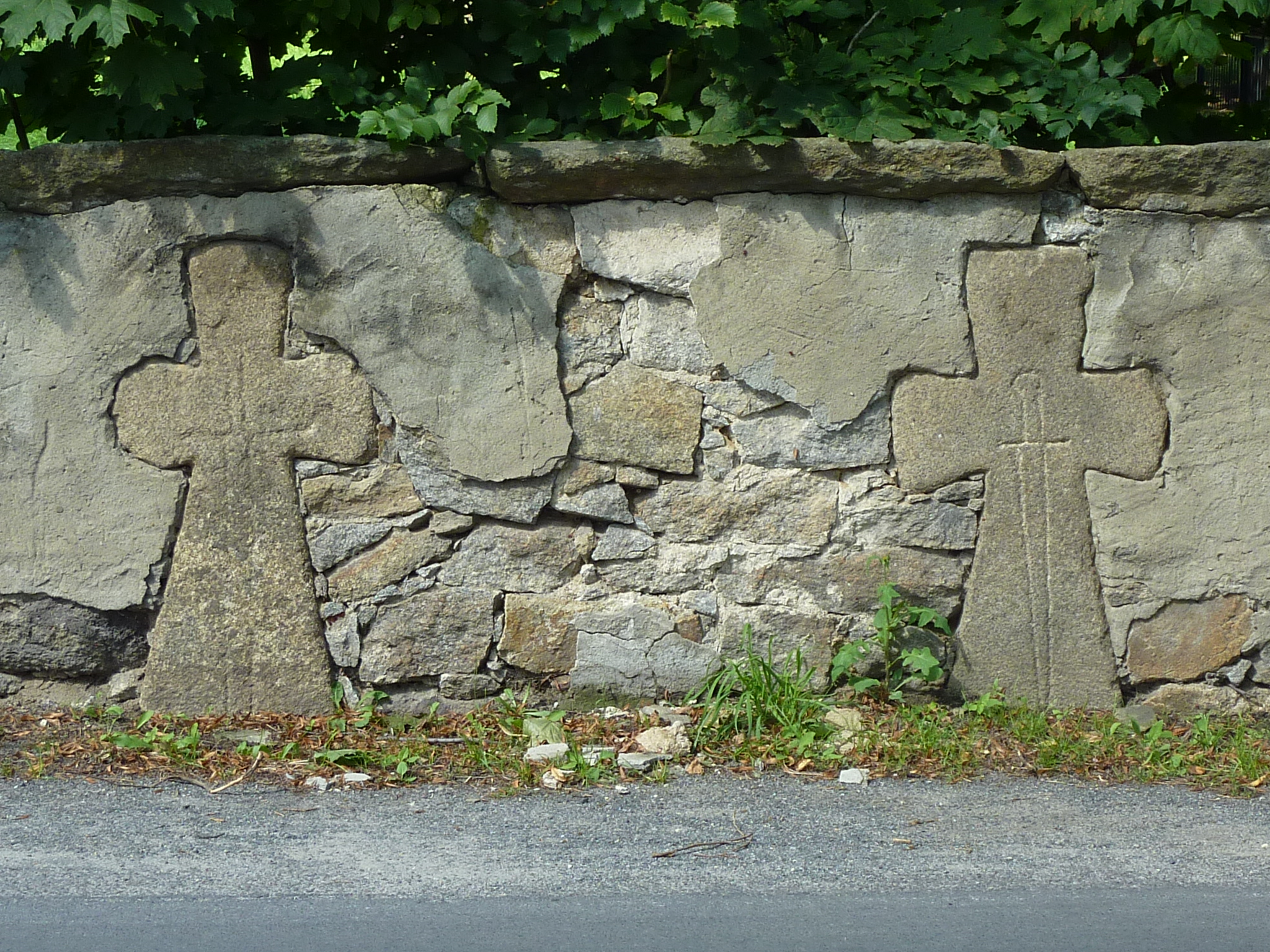
Steinkreuze in der Friedhofsmauer

Der Ort Lohsa wurde erstmals 1343 unter dem Namen „Lose“ urkundlich erwähnt. 1346 wird die Lohsaer Kirche erstmals in einer Urkunde erwähnt und ist damit eine der ältesten Kirchen der nördlichen Oberlausitz.
Das Lohsaer Gut wird 1350 erstmals als Besitz derer von Pannewitz und Schreibersdorf in der Herrschaft Neschwitz erwähnt. Im Jahr 1470 wird Balthaser von Schreibersdorf als Besitzer von Lohsa, Friedersdorf und Weißkollm genannt. Im Jahre 1523 erwirbt Bernhard von Gersdorf das Gut Lohsa. 1547 kauft Christoph von Schreibersdorf zu Lohsa die Dörfer Litschen, Driewitz und Lippen. Vom Ende des 16. bis Mitte des 17. Jahrhunderts wechselt das Gut Lohsa mehrfach die Besitzer. Genannt werden die Familien von Dallwitz und von Muschwitz.
Im frühen 19. Jahrhundert erwerben die Vorfahren der briefadeligen Familie von Loebenstein, hier Robert Loebenstein (um 1780–1833), ursprünglich aus Mähren stammend, und dann eine Bankiersfamilie in der Niederlausitz und mit Gutsbesitz bei der Stadt Luckau ausgestattet, das Gut in Lohsa sowie Ober- und Nieder-Wartha; zu Beginn ist Wartha kurz das Hauptgut. Der Sohn, Robert Alexander von Loebenstein (1811–1855), bestimmt Lohsa zum Hauptwohnsitz und nutzt Niederwartha, Lohsa mit Mortka, Ratzen mit Kolpen und Geislitz im Kreis Hoyerswerda als Nebengüter. 1839 wurde er in Preußen nobilitiert. Der Rittmeister ist historisch interessiert und Mitglied der Oberlausitzischen Gesellschaft der Wissenschaften. Namhaftester Vertreter der Familie in Lohsa und als Gutsherr der Kirchenpatron war der Landrat Alfred von Loebenstein-Lohsa (1837–1886). Er war zweimal verheiratet. Aus seiner ersten Ehe stammte die Tochter Marie (1863–1947), die den Vetter Friedrich von Loebenstein (1855–1921) heiratete und der Gutsmitinhaber wurde. Deren gemeinsamer gleichnamiger Sohn Friedrich Victor von Loebenstein verkaufte Lohsa 1931. 1937 ist die Eintracht Braunkohlenwerke und Brikettfabriken AG mit Sitz in Welzow der Eigentümer der Herrschaft Lohsa, 2589 ha. Als Güterdirektor agiert Julius Haare mit Sitz in Schloss Wartha.
Am 19. Oktober 1991 wurde in der evangelischen Dorfkirche von Lohsa in Anwesenheit der Ministerpräsidenten Kurt Biedenkopf und Manfred Stolpe sowie der Bundesministerin für Frauen und Jugend Angela Merkel die Stiftung für das sorbische Volk gegründet.

### Eingemeindungen
Dreiweibern und Ratzen gehören seit 1938 zu Lohsa. Im Jahr 1994 wurden fünf Gemeinden eingegliedert, von denen Bärwalde 1998 nach Boxberg/O.L. umgegliedert wurde. Lippen wechselte im Jahr 1996 von Uhyst nach Lohsa. Die 1995 neu gebildete Gemeinde Knappensee wurde 2005 aufgelöst. Ihre Ortsteile Groß Särchen und Koblenz kamen zu Lohsa.
| Ehemalige Gemeinde | Datum                                                       | Anmerkung |
| ------------------ | ----------------------------------------------------------- | --- |
| Bärwalde           | 1. Januar 1957 1. Januar 1978 1. Januar 1994 1. Januar 1998 | Eingemeindung nach Merzdorf, Ausgliederung aus Merzdorf, Eingemeindung nach Lohsa, Umgliederung nach Boxberg/O.L. |
| Dreiweibern        | 1. April 1938                                               | |
| Driewitz           | 1. Januar 1957                                              | Eingemeindung nach Litschen                                                                                       |
| Friedersdorf       | 1. Januar 1957                                              | Eingemeindung nach Litschen                                                                                       |
| Groß Särchen       | 1. Oktober 1995 1. Januar 2005                              | Eingemeindung nach Knappensee, Umgliederung nach Lohsa                                                            |
| Hermsdorf/Spree    | 1. Januar 1994                                              | |
| Knappensee         | 1. Januar 2005                                              | Eingemeindung nach Lohsa und Königswartha                                                                         |
| Koblenz            | 1. Oktober 1995 1. Januar 2005                              | Eingemeindung nach Knappensee, Umgliederung nach Lohsa                                                            |
| Lippen             | 1. Mai 1974 1. Januar 1996                                  | Eingemeindung nach Uhyst, Umgliederung nach Lohsa                                                                 |
| Litschen           | 1. Januar 1994                                              | |
| Mortka             | 1. Januar 1957                                              | Eingemeindung nach Litschen                                                                                       |
| Ratzen             | 1. April 1938                                               | |
| Riegel             | 1. Januar 1978                                              | Eingemeindung nach Weißkollm                                                                                      |
| Scheibe            | 1. April 1938                                               | Eingemeindung nach Riegel                                                                                         |
| Steinitz           | 1. Januar 1994                                              | |
| Weißig             | 1. April 1938 1945 1948                                     | Eingemeindung nach Hermsdorf/Spree, Umgliederung nach Steinitz, Umgliederung nach Hermsdorf/Spree                 |
| Weißkollm          | 1. Januar 1994                                              | |

## Bevölkerung und Sprache
Für seine Statistik über die sorbische Bevölkerung in der Oberlausitz ermittelte Arnošt Muka in den achtziger Jahren des 19. Jahrhunderts eine Bevölkerungszahl von 467, darunter 432 Sorben (93 %) und 35 Deutsche. Ernst Tschernik zählte 1956 in der Gemeinde Lohsa mit Ratzen und Dreiweibern einen sorbischsprachigen Bevölkerungsanteil von nur noch 37,3 %. Seitdem ist der Gebrauch des Sorbischen im Ort weiter stark zurückgegangen.

## Politik

### Gemeinderat
Seit der Gemeinderatswahl am 9. Juni 2024 verteilen sich die 19 Sitze des Gemeinderates folgendermaßen auf die einzelnen Gruppierungen:
- CDU: 6 Sitze
- Freie Wähler Lohsa: 6 Sitze
- AfD: 3 Sitze
- Wählervereinigung für die Einheitsgemeinde Lohsa: 2 Sitze
- Linke: 2 Sitze

| Gemeinderat ab 2024Insgesamt 19 Sitze - Linke: 2 - FW L: 6 - WVE: 2 - CDU: 6 - AfD: 3 Die AfD kann drei Sitze nicht besetzen. Der Gemeinderat verkleinert sich entsprechend. | Liste                                              | 2024   | 2024   | 2019   | 2019   | 2014   | 2014   |
| Gemeinderat ab 2024Insgesamt 19 Sitze - Linke: 2 - FW L: 6 - WVE: 2 - CDU: 6 - AfD: 3 Die AfD kann drei Sitze nicht besetzen. Der Gemeinderat verkleinert sich entsprechend. | Liste                                              | Sitze  | in %   | Sitze  | in %   | Sitze  | in %   |
| Gemeinderat ab 2024Insgesamt 19 Sitze - Linke: 2 - FW L: 6 - WVE: 2 - CDU: 6 - AfD: 3 Die AfD kann drei Sitze nicht besetzen. Der Gemeinderat verkleinert sich entsprechend. | CDU                                                | 6      | 28,8   | 8      | 33,9   | 13     | 57,2   |
| Gemeinderat ab 2024Insgesamt 19 Sitze - Linke: 2 - FW L: 6 - WVE: 2 - CDU: 6 - AfD: 3 Die AfD kann drei Sitze nicht besetzen. Der Gemeinderat verkleinert sich entsprechend. | Freie Wähler Lohsa (2014: Freie Wähler Knappensee) | 6      | 27,9   | 3      | 14,3   | 3      | 13,0   |
| Gemeinderat ab 2024Insgesamt 19 Sitze - Linke: 2 - FW L: 6 - WVE: 2 - CDU: 6 - AfD: 3 Die AfD kann drei Sitze nicht besetzen. Der Gemeinderat verkleinert sich entsprechend. | AfD                                                | 3      | 27,1   | 2      | 20,0   | –      | –      |
| Gemeinderat ab 2024Insgesamt 19 Sitze - Linke: 2 - FW L: 6 - WVE: 2 - CDU: 6 - AfD: 3 Die AfD kann drei Sitze nicht besetzen. Der Gemeinderat verkleinert sich entsprechend. | Wählervereinigung für die Einheitsgemeinde Lohsa   | 2      | 9,3    | 4      | 17,7   | 3      | 13,8   |
| Gemeinderat ab 2024Insgesamt 19 Sitze - Linke: 2 - FW L: 6 - WVE: 2 - CDU: 6 - AfD: 3 Die AfD kann drei Sitze nicht besetzen. Der Gemeinderat verkleinert sich entsprechend. | Linke                                              | 2      | 6,9    | 2      | 11,2   | 3      | 16,0   |
| Gemeinderat ab 2024Insgesamt 19 Sitze - Linke: 2 - FW L: 6 - WVE: 2 - CDU: 6 - AfD: 3 Die AfD kann drei Sitze nicht besetzen. Der Gemeinderat verkleinert sich entsprechend. | FDP                                                | –      | –      | –      | 3,0    | –      | –      |
| Gemeinderat ab 2024Insgesamt 19 Sitze - Linke: 2 - FW L: 6 - WVE: 2 - CDU: 6 - AfD: 3 Die AfD kann drei Sitze nicht besetzen. Der Gemeinderat verkleinert sich entsprechend. | Wahlbeteiligung                                    | 71,3 % | 71,3 % | 69,3 % | 69,3 % | 56,9 % | 56,9 % |

### Bürgermeister
- 0000–2001: Klaus Gutschke (parteilos)
- 2001–2015: Udo Witschas (CDU)
- seit 2016: Thomas Leberecht (CDU)

| Wahl | Bürgermeister          | Vorschlag | Wahlergebnis (in %) |
| ---- | ---------------------- | --------- | ------------------- |
| 2023 | Thomas Ronny Leberecht | CDU       | 69,9                |
| 2016 | Thomas Ronny Leberecht | CDU       | 50,3                |
| 2015 | Udo Witschas           | CDU       | 69,7                |
| 2008 | Udo Witschas           | CDU       | 75,5                |
| 2001 | Udo Witschas           | CDU       | 69,8                |
| 1994 | Klaus Gutschke         | Gutschke  | 55,2                |

### Gemeindewappen
Seit 1992 hat Lohsa ein Wappen.
| Wappen von Lohsa | Blasonierung: „In Silber über einer grünen und einer darüberliegenden blauen Welle eine grüne Kiefer, rechts begleitet von einem blauen Fisch und links begleitet von schwarzen Berghämmern.“ |
| Wappen von Lohsa | Wappenbegründung: Die beiden Wellenlinien symbolisieren die den Ort früher umgebenden Sümpfe sowie die aus den ehemaligen Tagebauen Dreiweibern und Werminghoff II entstandenen Naherholungsgebiete. Der blaue Fisch stellt einen vorindustriellen Erwerbszweig der Gemeinde sowie die im Zuge der Renaturierung wieder entstandenen Fischteiche dar. Der Bergbau, der seit 1935 die Region prägt, wird mit Schlägel und Eisen dargestellt. Die Kiefer im Zentrum des Wappens steht für den Ortsnamen, der sich laut dem Volkskundler Jan Meschgangs auf eine Rodungssiedlung bezieht. |

## Tourismus

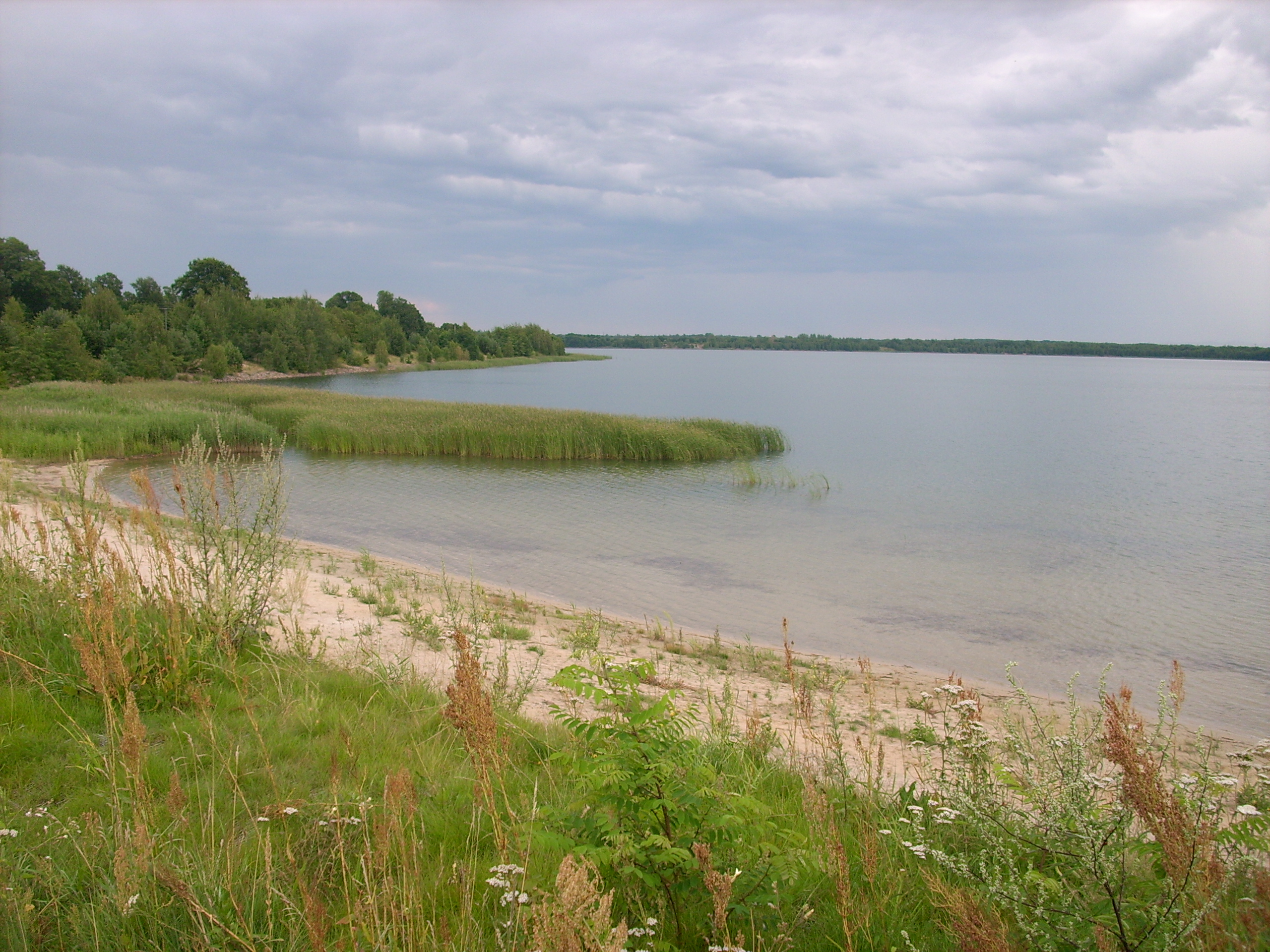
Dreiweiberner See

Die Gemeinde befindet sich im südlichen Teil des Lausitzer Seenlandes, welches aus gefluteten Tagebaurestlöchern entsteht. Der Silbersee (Slěborny jězor; Tagebau Werminghoff II; 315 ha; 1972), direkt südlich von Lohsa, Teil des Speicherbeckens Lohsa I, ist wegen Sicherungsarbeiten gesperrt. Der Knappensee (Hórnikečanski jězor; Tagebau Werminghoff I; 286 ha; 1953) bei Groß Särchen / Koblenz wird bis mindestens 2030 wegen Sanierungsarbeiten der LMBV gesperrt. Der Dreiweiberner See (Třižonjanski jězor; Tagebau Dreiweibern; 286 ha; 2002), direkt nördlich von Lohsa, wurde 2005 freigegeben. Östlich von Weißkollm entsteht mit dem Speicherbecken Lohsa II ein weiterer Tagebausee, der noch keinen eingängigen Namen hat und vorrangig als Wasserspeicher dient.
Das südliche und östliche Gemeindegebiet ist Teil des Biosphärenreservates Oberlausitzer Heide- und Teichlandschaft, mit vielen Teichen, viel Wald, dem Fischotter, dem Wolf und vielen seltenen Vögeln.
Jährlich im Spätsommer findet die Triathlonveranstaltung KnappenMan statt. Um die 1000 Teilnehmer absolvieren die verschiedenen Triathlonstrecken, wie die Langdistanz, Halbdistanz und olympische Distanz.

## Wirtschaft und Infrastruktur

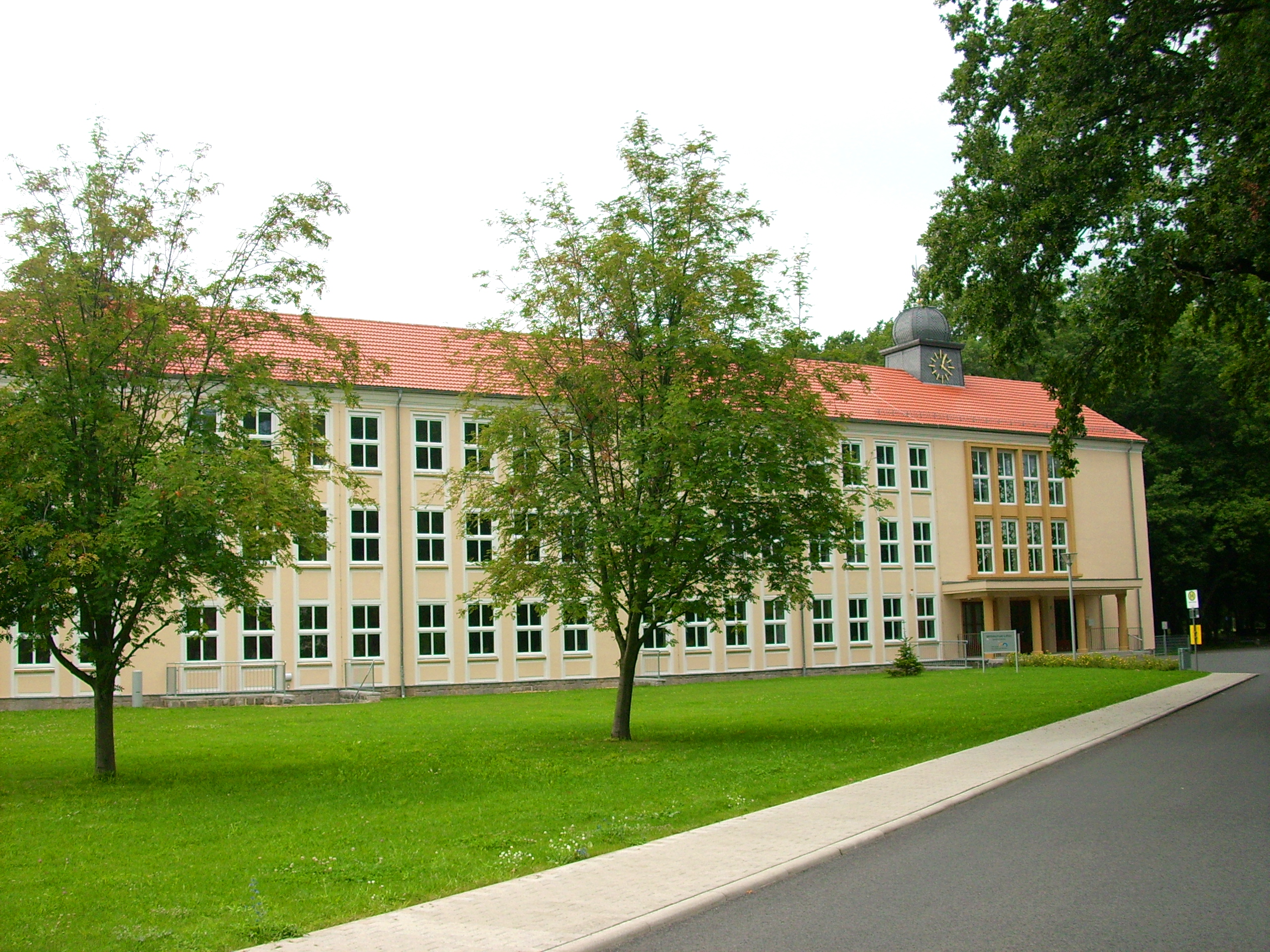
Die Oberschule in Lohsa

### Bildung
Die Gemeinde Lohsa verfügt über eine Grundschule in Groß Särchen sowie eine Oberschule.

### Verkehr
Östlich der Gemeinde verläuft die Bundesstraße 156, westlich die B 96, über die die nordwestlich verlaufende B 97 erreichbar ist. Mit einem Bedarfshaltepunkt ist Lohsa an die Bahnstrecke Niesky–Hoyerswerda(–Falkenberg (Elster)–Roßlau (Elbe)) angebunden. Hier verkehrt die Linie RB 64 (Hoyerswerda–Görlitz) als Seenland-Neisse-Shuttle.

## Sehenswürdigkeiten
- Lohsaer Seenlandschaft

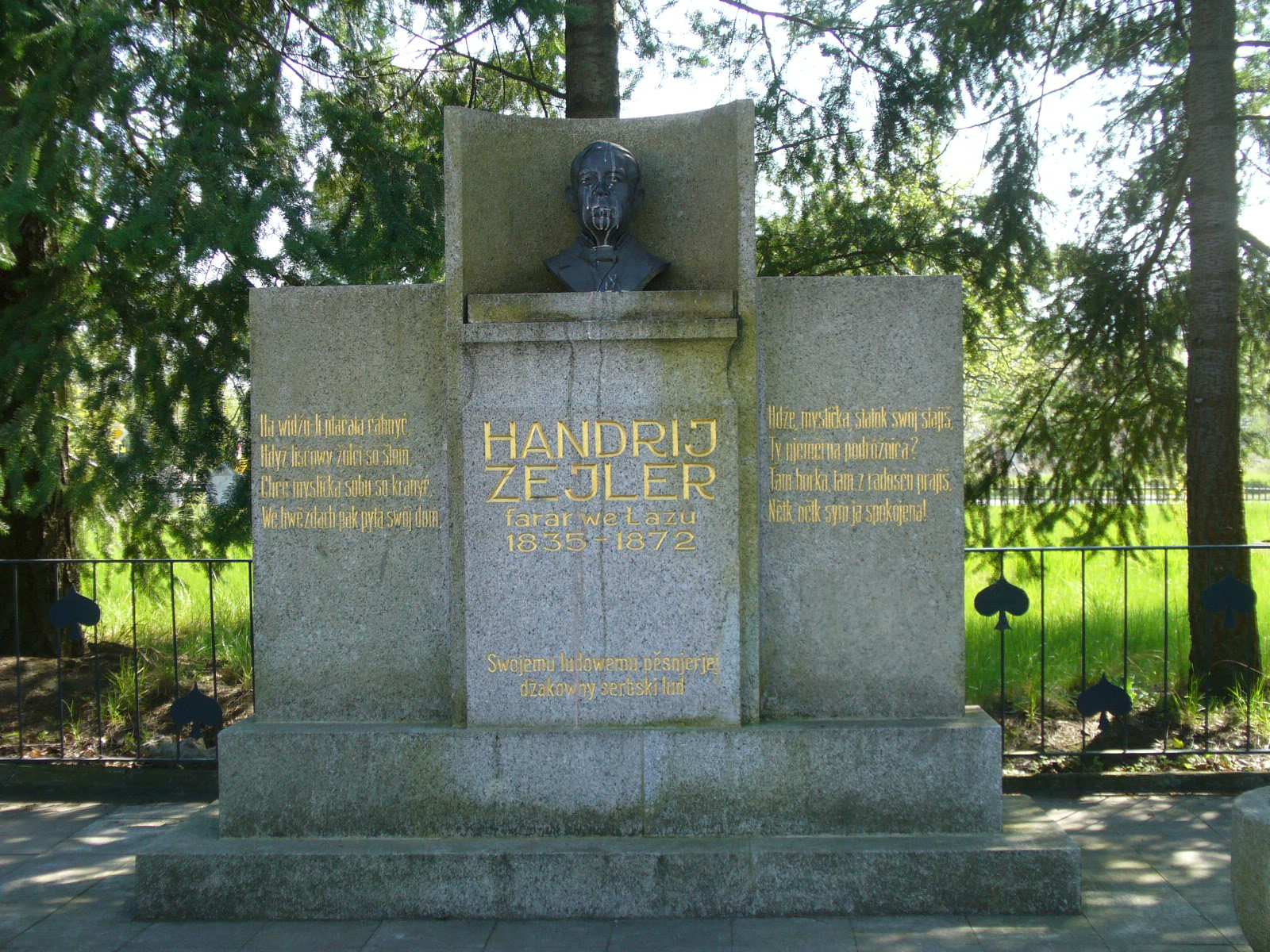
Handrij-Zejler-Denkmal am Marktplatz

- Geologischer Lehrpfad mit über achtzig Findlingen am Silbersee

### Bauwerke
- siehe auch: Liste der Kulturdenkmale in Lohsa
- Fledermausschloss Weißig
- Evangelische Kirche in Lohsa
- Denkmal für Handrij Zejler am Marktplatz

### Museen und Ausstellungen
- Zejler-Smoler-Haus

## Persönlichkeiten

### Söhne und Töchter der Gemeinde
- Rosemarie Ackermann (* 1952), Hochspringerin und Olympiasiegerin
- Martha Israel (1905–?), sorbische Abgeordnete der Volkskammer der DDR
- Jan Paul Nagel (1934–1997), sorbischer Komponist
- Julius Ferdinand Räbiger (1811–1891), Theologe und Hochschullehrer

### Mit Lohsa verbundene weitere Persönlichkeiten
- Sebastian Gottfried Praetorius (1674–1722), 1704/1722 Pfarrer in Lohsa, Autor[27][28]
- Handrij Zejler (1804–1872), sorbischer Lyriker und Fabeldichter; von 1835 bis 1872 Pfarrer in Lohsa